# 6918 Manaslu
6918 Manaslu è un asteroide della fascia principale. Scoperto nel 1993, presenta un'orbita caratterizzata da un semiasse maggiore pari a 2,4093532 UA e da un'eccentricità di 0,1377479, inclinata di 1,85736° rispetto all'eclittica.